# Mittelhöhscheid (Solingen)
Mittelhöhscheid ist eine aus einer Hofschaft hervorgegangene Ortslage in der bergischen Großstadt Solingen.

## Lage und Beschreibung
Mittelhöhscheid befindet sich im westlichen Bereich des Stadtbezirks Burg/Höhscheid und gehört zum dortigen Stadtteil Höhscheid. Der Ort befindet sich am Rande eines kleinen Höhenrückens, auf dem als Höhenrückenstraße die Bergerstraße zwischen Höhscheid und Kohlsberg verläuft. Von der Bergerstraße zweigen nach Norden die beiden Stichstraßen Mittelhöhscheid und Mittelhöhscheider Weg ab, an der die zum Ort gehörenden Gebäude liegen. Nach Norden fällt das Gelände in Mittelhöhscheid in Richtung des Höhscheider Bachs ab. Westlich befindet sich das Lehrbiotop Bergerstraße. Zum Ort gehören mehrere historische Fachwerk- und Schieferhäuser, von denen eines unter Denkmalschutz steht. 
Benachbarte Orte sind bzw. waren (von Nord nach West): Höhscheider Hof, Obenhöhscheid, Hingenberg, Johänntgesbruch, Enderskotten, Strupsmühle, Untenhöhscheid, Steigerhäuschen und Neuenhaus. 

## Etymologie
Der Ortsname Höhscheid bezeichnet eine in der Höhe gelegene Grenze bzw. Wasserscheide. Neben Mittelhöhscheid kommt der Ortsname auch in dem Höhscheider Hof sowie den beiden anderen Orten Oben- und Untenhöhscheid vor. Sie gaben dem heutigen Solinger Stadtteil den Namen.

## Geschichte
Während der Höhscheider Hof bereits seit 1189 nachgewiesen ist, lässt sich die Geschichte der drei Höfe Unten-, Mittel- und Obenhöhscheid bis in das 15. Jahrhundert zurückverfolgen. Sie werden im Zehntverzeichnis des Klosters Altenberg von 1488 erstmals urkundlich erwähnt.
Im Jahre 1715 ist der Ort in der Karte Topographia Ducatus Montani, Blatt Amt Solingen, von Erich Philipp Ploennies mit einer Hofstelle verzeichnet und als Hüſchet benannt. Die Topographische Aufnahme der Rheinlande von 1824 verzeichnet den Ort als zweites Höscheid und die Preußische Uraufnahme von 1844 als Mitt: Höhscheid. In der Topographischen Karte des Regierungsbezirks Düsseldorf von 1871 ist der Ort als Mttl Höhscheid verzeichnet.
Mittelhöhscheid wurde in den Ortsregistern der Honschaft Höhscheid innerhalb des Amtes Solingen geführt. Nach Gründung der Mairien und späteren Bürgermeistereien 1808 gehörte der Ort zur Bürgermeisterei Höhscheid, die 1856 zur Stadt erhoben wurde und lag dort in der Flur III. Neuenhof. 
Mit der Städtevereinigung zu Groß-Solingen im Jahre 1929 wurde Mittelhöhscheid in die neue Großstadt Solingen eingemeindet. Eines der historischen Gebäude im Ort, das Gebäude Mittelhöhscheider Weg 9, wurde am 18. September 1984 in die Denkmalliste der Stadt Solingen eingetragen. Es ist oben abgebildet.